# Episodi di Hard Times - Tempi duri per RJ Berger (seconda stagione)
La seconda stagione della serie televisiva Hard Times - Tempi duri per RJ Berger, composta da 12 episodi, è stata trasmessa negli Stati Uniti dal 24 marzo al 30 maggio 2011 su MTV.
In Italia la stagione è andata in onda dal 22 luglio al 30 settembre 2011 su MTV.
| nº | Titolo originale    | Titolo italiano       | Prima TV USA   | Prima TV Italia   |
| -- | ------------------- | --------------------- | -------------- | ----------------- |
| 1  | RJ's Choice         | La scelta di RJ       | 24 marzo 2011  | 22 luglio 2011    |
| 2  | Cousin Vinny        | Il cugino Vinny       | 28 marzo 2011  | 22 luglio 2011    |
| 3  | The Lock-In         | La "Lock-in night"    | 4 aprile 2011  | 29 luglio 2011    |
| 4  | Ugly Jenny          | Brufolosa Jenny       | 11 aprile 2011 | 5 agosto 2011     |
| 5  | Deadliest Crotch    | Genitali mortali      | 18 aprile 2011 | 12 agosto 2011    |
| 6  | Saving Dick         | Paraculo              | 25 aprile 2011 | 19 agosto 2011    |
| 7  | You, Me, and Weeze  | Tu, io e i Weezer     | 2 maggio 2011  | 26 agosto 2011    |
| 8  | Give Me a P         | Dammi una P           | 9 maggio 2011  | 2 settembre 2011  |
| 9  | Hunkeez             | Hunkeez               | 16 maggio 2011 | 9 settembre 2011  |
| 10 | Sex. Teen. Candles. | Compleanno di sesso   | 23 maggio 2011 | 16 settembre 2011 |
| 11 | Steamy Surprise     | Una sorpresa bollente | 30 maggio 2011 | 23 settembre 2011 |
| 12 | The Better Man      | Il migliore           | 30 maggio 2011 | 30 settembre 2011 |

## La scelta di RJ
- Titolo originale: RJ's Choice
- Diretto da: David Katzenberg
- Scritto da: Seth Grahame-Smith

## Il cugino Vinny
- Titolo originale: Cousin Vinny
- Diretto da: David Katzenberg
- Scritto da: Elizabeth Tippet

## La "Lock-in night"
- Titolo originale: The Lock-In
- Diretto da: Ryan Shiraki
- Scritto da: Bryan Shukoff, Kevin Chesley

## Brufolosa Jenny
- Titolo originale: Ugly Jenny
- Diretto da: Ryan Shiraki
- Scritto da: Niki Schwartz-Wright

## Genitali mortali
- Titolo originale: Deadliest Crotch
- Diretto da: Seth Grahame-Smith
- Scritto da: David Katzenberg

## Paraculo
- Titolo originale: Saving Dick
- Diretto da: Seth Grahame-Smith
- Scritto da: Tremor Temchin

## Tu, io e i Weezer
- Titolo originale: You, Me, and Weezer
- Diretto da: Ryan Shiraki
- Scritto da: David Katzenberg, Tremor Temchin

## Dammi una P
- Titolo originale: Give Me a P
- Diretto da: Ryan Shiraki
- Scritto da: Seth Grahame-Smith

## Hunkeez
- Titolo originale: Hunkeez
- Diretto da: Jeff Melman
- Scritto da: Bryan Shukoff, Kevin Chesley

## Compleanno di sesso
- Titolo originale: Sex. Teen. Candles.
- Diretto da: Jeff Melman
- Scritto da: Niki Schwartz-Wright

## Una sorpresa bollente
- Titolo originale: Steamy Surprise
- Diretto da: David Katzenberg
- Scritto da: Elizabeth Tippet

## Il migliore
- Titolo originale: The Better Man
- Diretto da: David Katzenberg
- Scritto da: Paul Ruehl